# Spider-Man: The Other
The Other (рус. Другой) — кроссовер-серия комиксов из 12 частей, опубликованная издательством Marvel Comics в 2005—2006 годах. Серия стала первым кроссовером о Человеке-пауке, опубликованным после пятилетнего перерыва с 2001, и включала в себя выпуски Friendly Neighborhood Spider-Man #1—4, Marvel Knights Spider-Man #19—22 и The Amazing Spider-Man #525—528.

## История публикаций
Сюжетная линия разделена на четыре месяца или так называемых «действия», каждое из которых состоит из трёх частей. Каждый месяц группируется по цвету обложек: первый месяц — красные, второй месяц — синие, третий месяц — серо-чёрные, и четвёртый — оранжево-жёлтые обложки.
Действия сгруппированы следующим образом:
- Действие 1, написано Питером Дэвидом и включает в себя Friendly Neighborhood Spider-Man #1, Marvel Knights Spider-Man #19 и The Amazing Spider-Man #525;
- Действие 2, написано Реджинальдом Хадлином и включает в себя Friendly Neighborhood Spider-Man #2, Marvel Knights Spider-Man #20 и The Amazing Spider-Man #526
- Действие 3, написано Джеем Майклом Стражински и включает в себя Friendly Neighborhood Spider-Man #3, Marvel Knights Spider-Man #21 и The Amazing Spider-Man #527.
- Действие 4, включает в себя Friendly Neighborhood Spider-Man #4, Marvel Knights Spider-Man #22 и The Amazing Spider-Man #528, каждый выпуск написан писателями и художниками, занятыми регулярной работой над каждой из серий.

В ходе сюжетной линии One More Day, способности Питера, полученные во время The Other, исчезли без объяснения причин. Джо Кесада в интервью 2008 года, отвечая на вопрос о том, входит ли The Other в канон вселенной Человека-паука, ответил, что «никаких прямых ссылок на The Other пока не предвидится, но это часть вселенной о Паучке».

### Варианты обложек
У каждого выпуска помимо обычной обложки была вариантная, проиллюстрированная Майком Веринго и изображающая Человека-паука в различном воплощении.
- Friendly Neighborhood Spider-Man #1 — классический костюм.
- Marvel Knights Spider-Man #19 — чёрный костюм симбиота.
- The Amazing Spider-Man #525 — Бен Рейли в качестве Человека-паука.
- Friendly Neighborhood Spider-Man #2 — «Удивительный Бэг-мэн»: костюм Фантастической четвёрки с пакетом на голове.
- Marvel Knights Spider-Man #20 — Костюм Алого Паука, который носил Бен Рейли и кратко Питер Паркер.
- The Amazing Spider-Man #526 — шестирукий Человек-паук из сюжетной линии The Six Arms Saga 1971 года.
- Friendly Neighborhood Spider-Man #3 — Космический Человек-паук/костюм Капитана Вселенной.
- Marvel Knights Spider-Man #21 — Спайдер-броня из выпуска Web of Spider-Man #100.
- The Amazing Spider-Man #527 — Человек-паук 2099.
- Friendly Neighborhood Spider-Man #4 — первый костюм Питера Паркера из выпуска Amazing Fantasy #15
- Marvel Knights Spider-Man #22 — обычная одежда Питера Паркера, из-под воротника которой виден костюм Человека-паука.
- The Amazing Spider-Man #528 — Свин-Паук, антропоморфная свинья, одно из альтернативных воплощений Человека-паука. Была выбрана путём голосования читателей.
- В третьем издании The Amazing Spider-Man #529 — новый вариант брони Железного паука[3].

## Сюжет

### Действие 1
Питеру Паркеру начинают сниться странные сны, в которых он видит Морлана, Крэйвена-охотника, дядю Бена, лягушек и паучьи образы. Во время схватки с новым злодеем Трейсером, намеревающимся ограбить банк, Человек-паук получает ранение в плечо. Капитан Америка порекомендовал ему обратиться к доктору Кастилло, который лечит раны Питера и берёт его кровь на анализ, после которого сообщает Питеру, что он умирает.
Мэй Паркер просыпается от странного сна и идёт на кухню, где находит Трейсера. Трейсер сообщает ей, что он здесь, чтобы следить за ней. Во время разговора, он рассказывает ей, что является богом машин: аналогично с тем, что люди были созданы богами, машины были созданы Трейсером. Тем временем, Человек-паук вступает в бой с одним из роботов-последователей Трейсера и почти терпит поражение, а Морлан, который присутствовал там, говорит что предпочёл бы увидеть, как Питер постепенно умрет сам, чем убивать его. Возвращаясь домой и увидев Трейсера, он нападает на него, а тот отказывается с ним драться в его текущем состоянии. Питер впадает в ярость, и убивает Трейсера, задушив его, после чего его кожа исчезает, открыв механический корпус, а Питер рассказывает тёте Мэй, что произошло.

### Действие 2
Питер обращается за помощью к Риду Ричардсу, который говорит, что его болезнь вызвана ни раком и ни одной из известных вирусных или бактериальных инфекций. Позже, Хэнк Пим говорит ему, что его симптомы вызваны радиоактивным воздействием. Питер отправляется к Брюсу Баннеру, эксперту по радиации, который говорит, что его болезнь слишком быстро распространяется и он ничего не может сделать, и даже Чёрная пантера, который начал изучать геном человека ещё за 50 лет до первых западных учёных генетиков, не может ему помочь. Питер, отчаявшись, идёт к Доктору Стрэнджу, который говорит, что его магия тоже бессильна и советует Питеру готовиться к смерти.
Питер и Мэри Джейн отправляются в Латверию, где используют машину времени Доктора Дума, чтобы увидеть сцены прошлого из жизни Питера, в том числе день, когда его родители покинули его, и он остался на попечении дяди Бена и тёти Мэй. Вернувшись, Питер планирует поездку в Лас-Вегас вместе с Мэри Джейн, где хочет использовать своё «паучье чутьё» чтобы выиграть в блек-джек и оставить своей семье хотя бы немного денег после его смерти. Тем временем, в Нью-Йорке, Морлан находит Человека-паука и нападает на него, застав врасплох. Во время схватки, Питер оказывается в университете, где его укусил паук много лет назад. Питер понимает, что Морлан гораздо сильнее его и он не переживёт этот бой. Морлан вырывает Питеру левый глаз, жестоко избивает, и оставляет лежать в крови в бессознательном состоянии.

### Действие 3
Почти мёртвого Человека-паука доставляют в больницу, а Мстители и Мэри Джейн, услышав о случившемся, отправляются туда. Морлан приходит в больницу и подходит к кровати Человека-паука, чтобы закончить то, что он начал, но его прерывает вошедшая Мэри Джейн. Морлан с лёгкостью отбрасывает её на другой конец комнаты, ломая ей руку. Питер внезапно просыпается и использует всю свою животную сущность паука (и появившиеся острые зубы и жала на запястьях) убивает Морлана, укусив за шею. Питер успевает проститься с Мэри Джейн и падает на пол, казалось бы, мёртвый. Железный человек берёт тело Человека-паука и уносит, прежде, чем газетчики узнали, что Человек-паук мёртв.
Железный человек отвозит его тело далеко от больницы, и проводит церемонию прощания, где присутствуют он, Мэри Джейн, тётя Мэй и дворецкий Старка Эдвин Джарвис. После похорон, Мэри Джейн разговаривает с Капитаном Америкой и Железным человеком на счет того, как раскрыть тайну личности Человека-паука, а Росомаха безуспешно пытается соблазнить её, чтобы отвлечь от смерти мужа. Позже, Женщина-паук Джессика Дрю говорит Мэри Джейн, что она почувствовала смерть Питера, вероятно, из-за их схожих способностей. Во время разговора, они слышат звуковой сигнал из комнаты, где лежало тело Питера. Прибыв туда, Эм Джей и Новые Мстители видят, что от тела Питера осталась только кожа, а судя по стеклу за окном, злоумышленник сбежал, но не вошёл через окно. Мэри Джейн вспоминает, что это похоже на то, как насекомые сбрасывают кожу, а позже обновляют её.
Железный человек и Новые Мстители отправляются на поиски Питера. В то же время, Питер спит под Бруклинским мостом внутри кокона и видит сон, где голос обвиняет его в том, что он слишком напуган своими способностями и боится быть Человеком-пауком. Морлану удалось убить человеческую часть Питера, но паук в нём выжил и убил Морлана. Голос во сне говорит ему, что он сможет вернуться, только если примет в себе животную сущность. Питер соглашается и его человеческое тело возрождается. Он идёт к Башне Мстителей, где говорит Мэри Джейн и тёте Мэй, что никогда их больше не оставит. Позже вечером, он идёт в лабораторию, где слышит тот же голос: «Ты человек, который хотел стать пауком, или паук, который хотел стать человеком? Ты один…или ты другой?» Питер берёт обручальное кольцо из своей старой кожи и идёт спать.

### Действие 4
Питер узнает, что все его старые раны излечились, в том числе его левый глаз, и даже миндалины, которые были удалены в четвёртом классе, снова на месте. Старк берёт старое тело Питера для исследования, а также изучает его новые способности, в том числе жала из запястий, так как у обычных пауков жала нет. Внутри сброшенной кожи Питера, они находят множество пауков-пиратов, поселившихся внутри.
Питера терзает внутренний конфликт, мешающий ему принять нового себя после возрождения и свои новые способности. Он отправляется в город, где пытается спасти людей из пожара, но оказывается в ловушке под завалами. Он ищет способ вытащить выживших людей и узнает, что получил ещё одну новую способность — возможность прикреплять кого-либо на свою спину, что позволяет ему безопасно вытащить маленькую девочку и спасти её. Он спасает выживших и понимает, что его новые способности появились, потому что он и сам изменился внутренне, смирившись со своей ролью Человека-паука. Он возвращается домой, где вместе с Мэри Джейн смотрит выпуск новостей, в котором говорят, что герой Человек-паук снова на своём посту. В конце, Тони Старк приступает к работе над новой железной бронёй для Человека-паука.

## Коллекционные издания
| Название              | Включенные выпуски                                                                                       | Дата        | ISBN |
| --------------------- | --- | ----------- | --- |
| Spider-Man: The Other | The Amazing Spider-Man #525-528, Friendly Neighborhood Spider-Man #1-4, Marvel Knights Spider-Man #19-22 | апрель 2006 | ISBN 0-7851-2188-9 (твёрдая коллекционная обложка) ISBN 0-7851-1765-2 (мягкая обложка) ISBN 0-7851-2812-3 (мягкая обложка) |